# Waldelène
Waldelène (en latin Waldelenus) est un duc franc qui gouverne la région entre la chaîne des Alpes et la région du Jura. Il est patrice de Burgondie, maire du palais d’Austrasie en 581. 
Waldelène, dit de Besançon, est le fils de Magnachar (de) (vers 506-565), Alaman, allié des Francs, duc du pagi d'Aventicum.
N'arrivant pas à concevoir d'enfants avec sa femme Flavie, il se rend à Luxeuil pour demander de l'aide au bienheureux Colomban. Ce dernier accepte de prier pour qu'il leur vienne des enfants mais à la condition que l'aîné devienne son filleul. Flavie tombe peu après enceinte puis après la naissance, présente l'enfant au religieux. Colomban le baptise alors sous le nom de Donat et devient son parrain. L'enfant est ensuite rendu à sa mère puis est instruit au monastère de Luxeuil. Devenu adulte, Donat est élu évêque de la ville. Un second fils né ensuite, il est nommé Chramelène. À la mort de Waldelène, il lui succède comme duc de la région. Enfin, le couple obtient par la suite deux filles.
La femme de Waldelène, Aelia Flavia, est une noble gallo-romaine. Elle est peut-être la descendante du proconsul d'Afrique c. 420 Felix Ennodius (en) et du côté maternel de Syagrius.
Waldelène et Aelia Flavia ont quatre enfants :
- Donat de Besançon[6], moine au monastère de Luxeuil et évêque de Besançon.

- Félix Chramnelenus, duc, il restaure l’abbatiale de Romainmôtier de 630 à 642 et entretient le monastère de Luxeuil. Il fonde le monastère de Baulmes en 952. Félix Chramnelenus combat avec douze autres ducs en Vasconie en 632 et 633. Il se bat aussi aux côtés de Flaochad, le maire du palais contre Willibad (en), patrice de Viennoise de 639 à 642. Il pourrait être Chramnelenus, cité en 676, comme évêque d'Embrun[7].

- Aquilina du Jura qui fonde l’abbaye de Bèze en l'an 616, selon Mabillon, et en 630, selon Charles Le Cointe, sous le vocable de saint Pierre, avec Amalgar de Dijon, duc du palais du roi d’Austrasie. Ils fondent également un couvent à Bregille. En 630, le roi Dagobert à Saint-Jean-de-Losne donne l'ordre d'assassiner Brodulf, oncle de son frère Charibert. Le meurtre est exécuté par les ducs Amalgar de Dijon et Arnebert et par le patrice Willibad. Douze ans plus tard Amalgar  combat avec son beau-frère Félix Chramnelenus contre ce Willibad, qui est tué dans une bataille. I
  - Waltlalène, leur fils, moine de Luxeuil, en est le premier abbé, et y établit la règle de saint Colomban, remplacée plus tard par celle de saint Benoît.
  - Adalric, duc du pagus Attoariensis est selon différentes recherches récentes très certainement le père d’Etichon-Adalric d'Alsace.
- Syrude, qui est religieuse au monastère de femmes créé par sa mère[8]

Abbon, dernier patrice de Provence naît environ un siècle plus tard que les enfants de Waldelène et Aelia Flavia. Il est le fils de :
- Félix de la gens Abbo, un grand propriétaire terrien burgonde[9], dont son fils Abbon nous dit dans son testament qu’il est évêque de Turin et marié à Rustica.